# Maria Milanollo

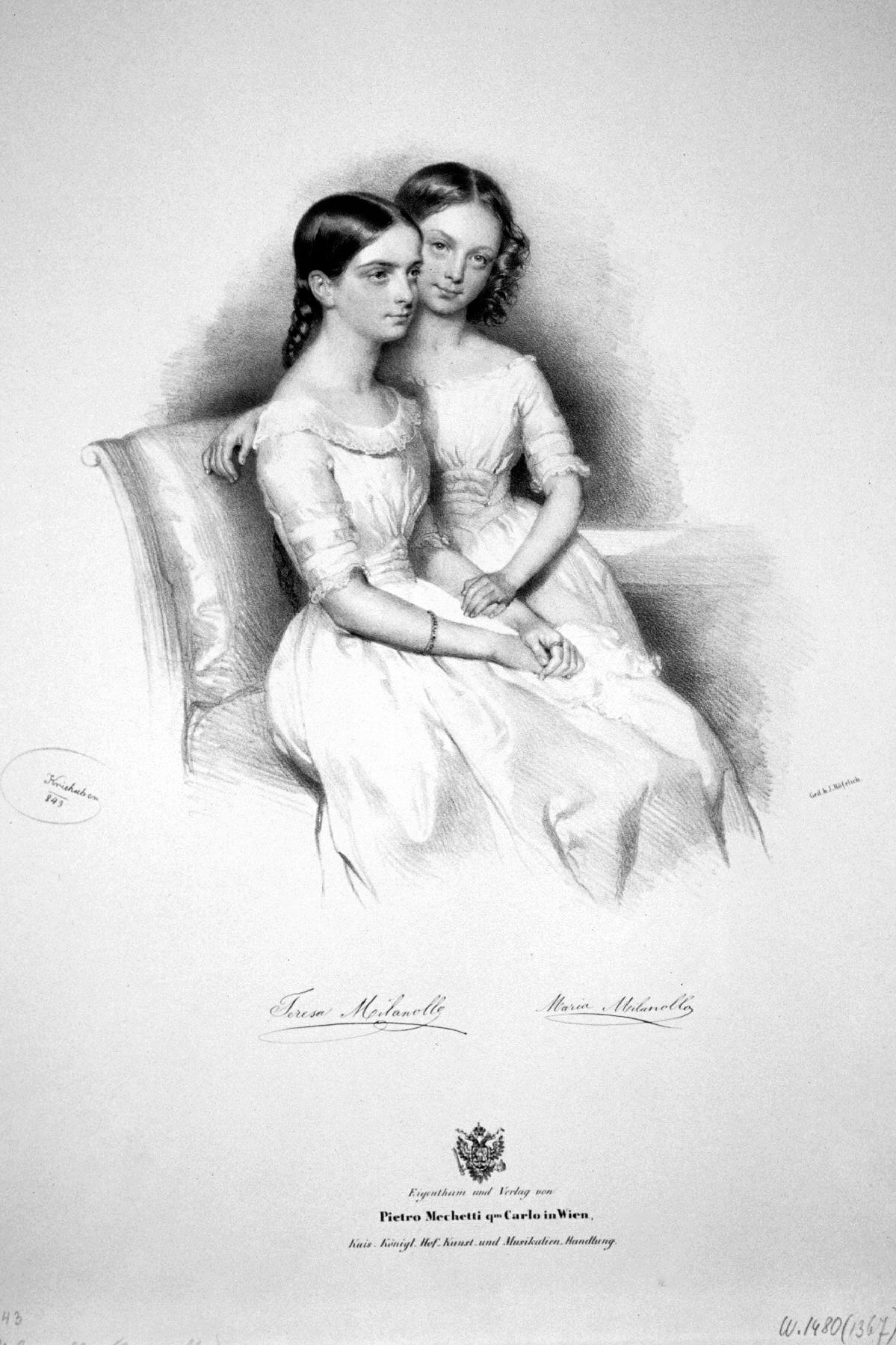
Teresa und Maria Milanollo (re.), Lithographie von Josef Kriehuber, 1843

Maria Milanollo (* 19. Juli 1832 in Savigliano (Piemont); † 21. Oktober 1848 in Paris) war eine italienische Violinistin, die zusammen mit ihrer Schwester Teresa Milanollo (1827–1904) in den 1840er Jahren als Geigen-Duo in ganz Europa auftrat.

## Leben
Maria Milanollo wuchs als Tochter von Carlo Giuseppe Teodoro Milanollo und Antonina Rizzo in Italien auf und erhielt schon früh Geigenunterricht, der ihr vermutlich größtenteils von ihrer Schwester Teresa gegeben wurde.
Während Teresa Milanollo bereits ab 1836 Konzertreisen unternahm, sowohl als Solistin als auch zusammen mit anderen Künstlern, reiste Maria 1838 erstmals mit und trat in einigen Konzerten ihrer Schwester auf. Ab 1840 konzertierten beide Schwestern regelmäßig zusammen, vor allem in Frankreich und Belgien, ab 1842 im deutschsprachigen Raum, und 1843 gaben sie insgesamt 25 Konzerte in Wien. 1843 kehrten sie nach Italien zurück, wo sie ebenfalls (in Norditalien) eine Konzertreise unternahmen. 1844 und 1845 folgten zahlreiche weitere Konzerte u. a. in Prag, Dresden, Berlin, Stettin, Hamburg und Bremen sowie in Belgien, den Niederlanden, Nordfrankreich und in London. Ab Ende 1845 und 1846 tourten beide Schwestern erneut im deutschsprachigen Raum sowie in der Schweiz und 1846/47 erneut in Frankreich.
„Teresa und Maria Milanollo waren die ersten Geigerinnen der Musikgeschichte, die bei Publikum und Kritik auch auf breiter Ebene immense Erfolge erringen konnten.“ Zuvor gab es kaum öffentlich konzertierende Geigerinnen, da das Instrument aufgrund der Körperhaltung als unschicklich für Frauen galt. Die Musikzeitschriften besprachen viele ihrer Konzerte und rühmten die Wunderkinder, wobei die Schwestern durchaus individuell und kontrastierend zueinander dargestellt wurden. Zu dem breiten Repertoire der Schwestern gehörten Violinwerke u. a. von de Bériot, Mayseder, Dancla, Ernst oder Vieuxtemps.
Maria Milanollo trat zum letzten Mal öffentlich am 22. Juli 1848 in Arlon während ihrer Konzertreise durch Belgien auf. Sie starb mit nur 16 Jahren am 21. Oktober 1848 an den Folgen einer Keuchhusten-Erkrankung.

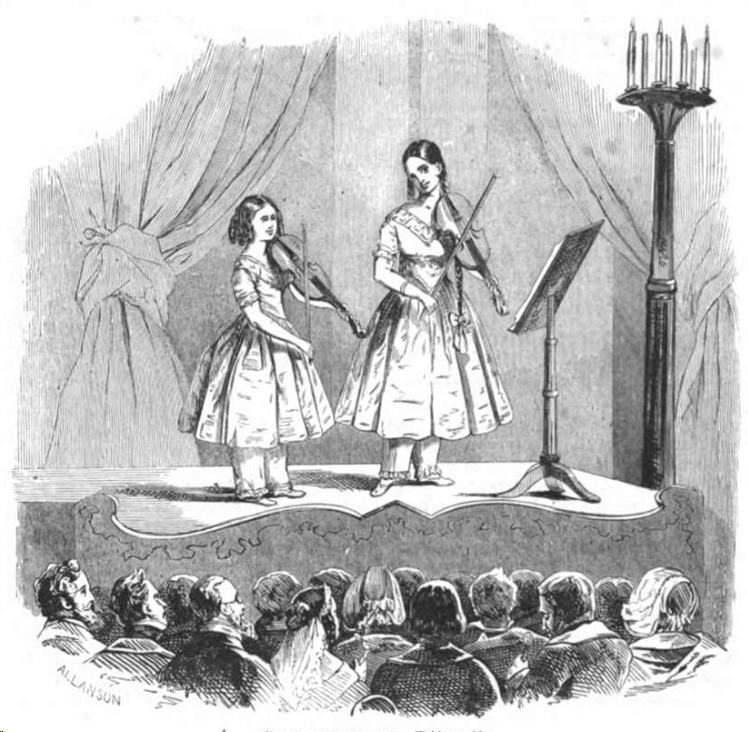
Illustrirte Zeitung, Nr. 13 vom 23. September 1843, S. 201

Zahlreiche Komponisten widmeten den Milanollo-Schwestern Werke bzw. ehrten sie, indem ihre Namen im Titel erklangen, wie z. B. Carl Czerny (Souvenir des Soeurs Milanollo op. 731 Nr. 1) oder Gertrude Gompertz (Variations sur un Thème original de Th. Milanollo für Klavier). Auch Adalbert Stifters Novelle Die Schwestern und Theodor Fontanes Jenny Treibel sind von den Milanollo-Schwestern inspiriert sowie weitere heute weniger bekannte literarische Werke.
Die folgende Familiengeneration mit Clotilde und Adelaide Milanollo konnte in den 1880er Jahren nochmals große internationale Erfolge als „Violinschwesternduo“ erreichen.